# جین کارول در برابر دونالد ترامپ

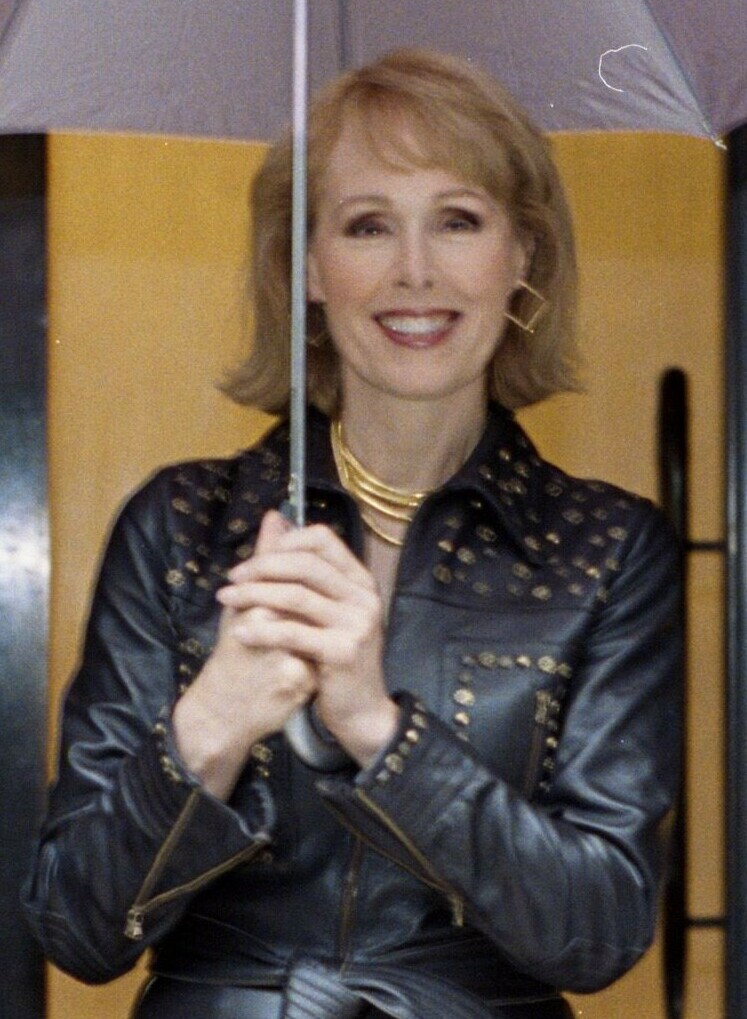
کارول در سال ۲۰۰۶ (در سن ۶۲ سالگی)، ده سال پس از پرونده طرح دعوا

پرونده‌های ای. جین کارول علیه دونالد ترامپ شامل دو دعوای مرتبط است که توسط نویسنده آمریکایی جین کارول علیه رئیس‌جمهور ایالات متحده، دونالد ترامپ، مطرح شده‌است. این دو پرونده در مجموع منجر به محکومیت ترامپ به پرداخت ۸۸٫۳ میلیون دلار خسارت به کارول شده‌اند و هر دو پرونده در مرحله تجدیدنظر هستند. هر دو مورد به اتهام کارول مربوط می‌شوند که در اواسط سال ۲۰۱۹ (زمانی که ترامپ در دفتر ریاست‌جمهوری بود) مطرح کرد و ادعا کرد که ترامپ در اواخر سال ۱۹۹۵ یا اوایل ۱۹۹۶ به او تجاوز جنسی کرده‌است. ترامپ این اتهامات را رد کرد و این موضوع باعث شد کارول در نوامبر ۲۰۱۹ از او به دلیل افترا شکایت کند (معروف به کارول I).
در نوامبر ۲۰۲۲، کارول دومین شکایت خود را علیه ترامپ (معروف به کارول II) ثبت کرد و ادعای افترا را تجدید کرد و همچنین ادعای  (ضرب و جرح) را تحت قانون بازماندگان بزرگسالان (Adult Survivors Act) اضافه کرد. این قانون ایالتی نیویورک به قربانیان تجاوز جنسی اجازه می‌دهد حتی پس از انقضای مهلت قانونی، دعوای مدنی مطرح کنند. این پرونده در آوریل ۲۰۲۳ به دادگاه رسید. شواهد ارائه‌شده شامل شهادت دو دوست کارول که او پس از حادثه ادعایی با آنها صحبت کرده بود، یک عکس از کارول با ترامپ در سال ۱۹۸۷، شهادت دو زن که به طور جداگانه ترامپ را به تجاوز جنسی متهم کرده بودند، فیلمی از نوار دسترسی به هالیوود (Access Hollywood) و استنطاق ترامپ در اکتبر ۲۰۲۲ بود. در ماه مه ۲۰۲۳، هیئت منصفه ترامپ را به دلیل سوء استفاده جنسی و افترا مقصر دانست و او را به پرداخت ۵ میلیون دلار خسارت محکوم کرد. ترامپ یک ادعای متقابل ناموفق مطرح کرد و در دسامبر ۲۰۲۴، درخواست تجدیدنظر اولیه خود را از دست داد.
اتهام کارول علیه ترامپ شدیدتر از اتهامات مطرح‌شده توسط سایر زنان بود. در مورد رأی هیئت منصفه، قاضی از هیئت منصفه خواست تا مشخص کند آیا ادله موجود نشان می‌دهد که ترامپ بر اساس تعریف قانونی محدود تجاوز جنسی در آن زمان در نیویورک، که به معنای نفوذ اجباری با آلت تناسلی مردانه است، به کارول تجاوز کرده‌است یا خیر. هیئت منصفه ترامپ را به دلیل تجاوز جنسی مقصر ندانست، بلکه او را به دلیل درجه کم‌تری از سوء استفاده جنسی مقصر دانست. در ژوئیه ۲۰۲۳، قاضی کاپلان اعلام کرد که رأی هیئت منصفه نشان می‌دهد ترامپ بر اساس تعریف رایج کلمه «تجاوز جنسی» (که لزوماً به معنای نفوذ آلت تناسلی مردانه نیست) به کارول تجاوز کرده‌است. در اوت ۲۰۲۳، کاپلان یک دعوای متقابل را رد کرد و نوشت که اتهام تجاوز جنسی کارول «به طور قابل توجهی درست» است.
در سپتامبر ۲۰۲۳، کاپلان یک حکم جزئی خلاصه در مورد پرونده کارول I صادر کرد و ترامپ را به دلیل افترا از طریق اظهاراتش در سال ۲۰۱۹ مقصر دانست. رأی هیئت منصفه از دادگاه ژانویه ۲۰۲۴، ترامپ را به پرداخت ۸۳٫۳ میلیون دلار خسارت اضافی محکوم کرد. برای تجدیدنظر، ترامپ وثیقه‌ای به مبلغ این خسارت به علاوه ۱۰ درصد تضمین کرد.
در دسامبر ۲۰۲۴، ترامپ یک پرونده افترا را با شبکه خبری ABC پس از آن که مجری جورج استفانوپولوس به اشتباه اعلام کرد که هیئت منصفه ترامپ را به دلیل تجاوز جنسی در این پرونده مقصر دانسته‌است، حل و فصل کرد. شبکه خبری ABC موافقت کرد که ۱۵ میلیون دلار به کتابخانه ریاست‌جمهوری ترامپ و ۱ میلیون دلار برای هزینه‌های حقوقی او پرداخت کند و همچنین یک عذرخواهی عمومی صادر کند.